# Antoine-Jean Gros
Antoine-Jean, barón Gros (16 de marzo de 1771-25 de junio de 1835), fue un pintor francés y miembro de la nobleza (barón). Su pintura inicialmente neoclásica se acercó luego al romanticismo atraído por su fuerza y expresividad dramática. Su maestro fue el pintor y amigo Jacques-Louis David. Es conocido por sus pinturas históricas en las que Napoleón aparece frecuentemente como protagonista.

## Biografía
Antoine fue hijo de un conocido pintor de miniaturas que le empezó a enseñar a dibujar a la edad de seis años, época en la que ya apuntaba dotes de un gran maestro. Hacia el año 1785 Gros, mediante su propia iniciativa, entró a pintar en el estudio del pintor neoclásico David, estudio que frecuentó a menudo al mismo tiempo que asistía a las clases del colegio Mazarín.
La muerte de su padre en extrañas circunstancias durante la Revolución Francesa, obligó a Gros desde 1791 a mantenerse por sus propios recursos mediante la pintura. A partir de este instante, y hasta su muerte, su única profesión fue la pintura. Empezó a trabajar gracias a una recomendación de la Escuela de Bellas Artes de París (École des Beaux Arts), siendo empleado en la ejecución de retratos de los miembros de la Convención, hasta que fue interrumpido en esta tarea por los sucesos revolucionarios. En 1793 abandonó Francia y se trasladó a Italia, logrando establecerse en Génova; por esta época se dedicó a producir una gran cantidad de miniaturas. 
Durante su viaje por Italia visitó la ciudad de Florencia, pero retornó a Génova donde conoció a Josefina de Beauharnais, esposa de Napoleón Bonaparte. 
El 15 de noviembre de 1796 Gros se presentó (gracias a su colega David) ante el ejército francés cerca de Arcola (La Spezia), justo en el instante en el que Bonaparte colocó la bandera sobre el puente. Gros resultó impresionado por este incidente y encontró lo que sería a partir de entonces su dedicación. Bonaparte le dio el encargo de inspector de correo, profesión esta que le permitió seguir al ejército en sus campañas militares, y en 1797 fue elegido por una comisión para seleccionar las obras pictóricas que deberían enriquecer los fondos del Louvre.
En el año 1799 logró escapar del asedio de la ciudad de Génova y se dirigió hacia París. Su boceto (en el Museo de Nantes) sobre la Batalla de Nazaret ganó el premio ofrecido en 1802 por los cónsules, pero él rechazó el premio. Por esta época dedicó sus esfuerzos a retratar el lado amargo de la victoria y es entonces cuando pintó Los apestados de Jaffa (Louvre) también denominado Napoleón visitando a los apestados de Jaffa, seguido de la Batalla de Aboukir, 1806 (denominado Murat en la batalla de Abukir) (Palacio de Versalles), y La Batalla de Eylau, 1808 (Louvre). Estos tres cuadros le lanzaron a la fama internacional.
Gros simultaneó su vida militar con su trabajo como artista, reforzando la expresividad y energía de sus cuadros. En este periodo pudo influir sobre pintores como Théodore Géricault y Eugène Delacroix. En 1810 sus dos cuadros Madrid y Napoleón en las pirámides (Versalles) mostraban ya los inicios de la decadencia de su arte. La despectiva crítica recibida al presentar sus últimas obras y los problemas conyugales le llevaron a suicidarse, arrojándose a las aguas del Sena en las cercanías de Meudon el 25 de junio de 1835. En su sombrero es encontrado un mensaje que decía:

“Cansado de la vida, y traicionado por las últimas facultades que [la hacían] soportable, [había] decidido deshacerse de ella.

## Galería

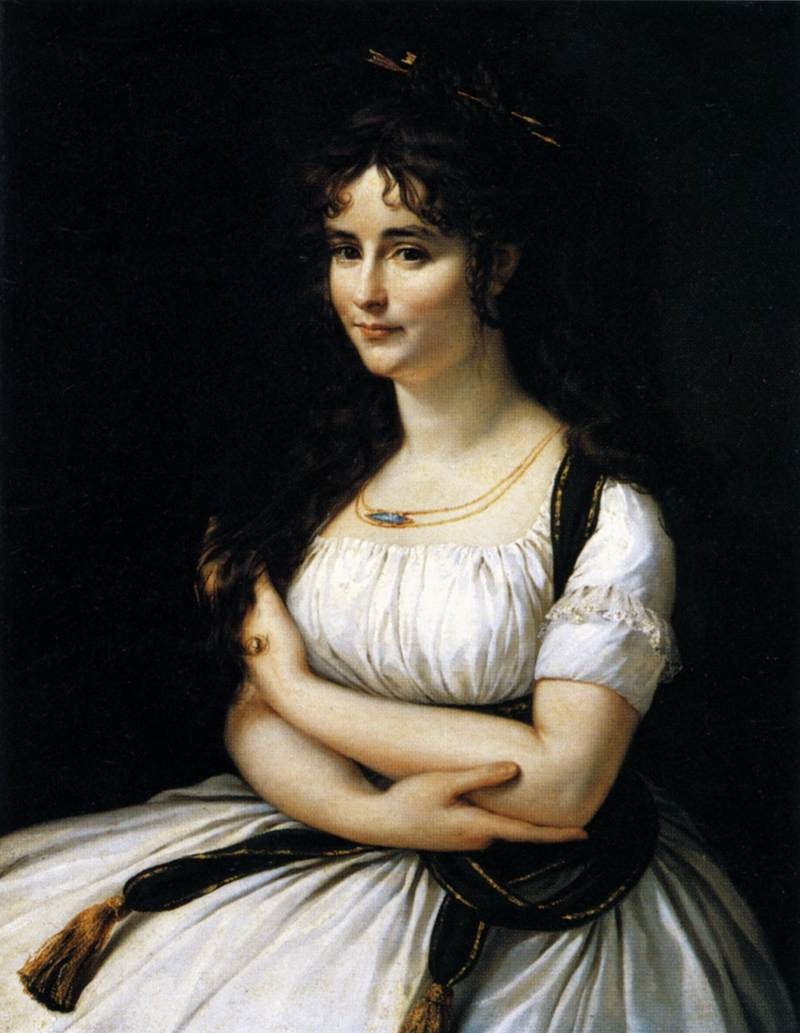
Madame Pasteur, 1795-1796, Museo de Bellas Artes de Burdeos.
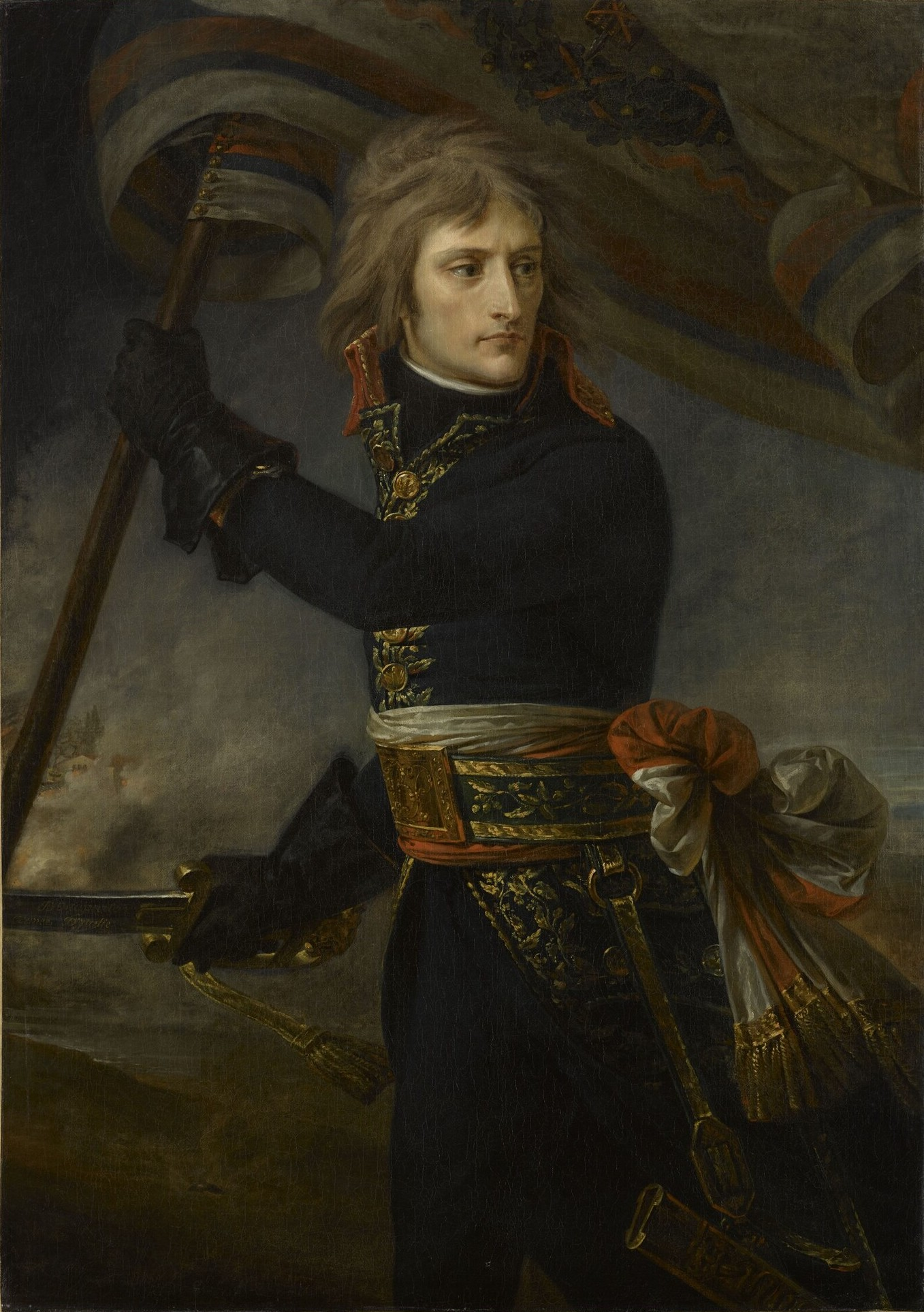
Bonaparte en el puente de Arcole, 1796, 130 × 94 cm, Palacio de Versalles.
Retrato de Christine Boyer, ca. 1800, 214 × 134 cm, Museo del Louvre.
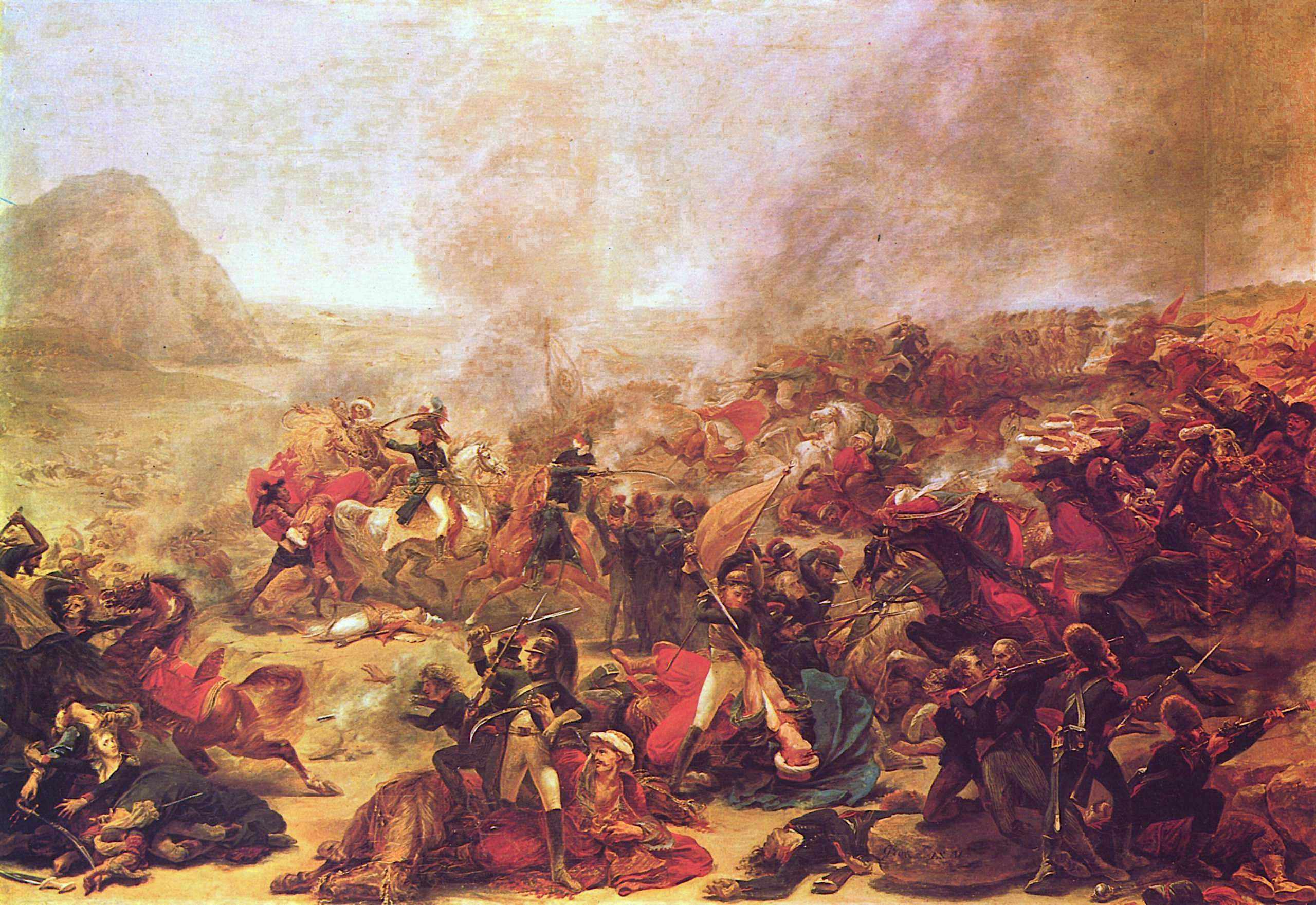
La batalla de Nazaret, 1801, 136.1 x 196.4 cm, Museo de Bellas Artes de Nantes.
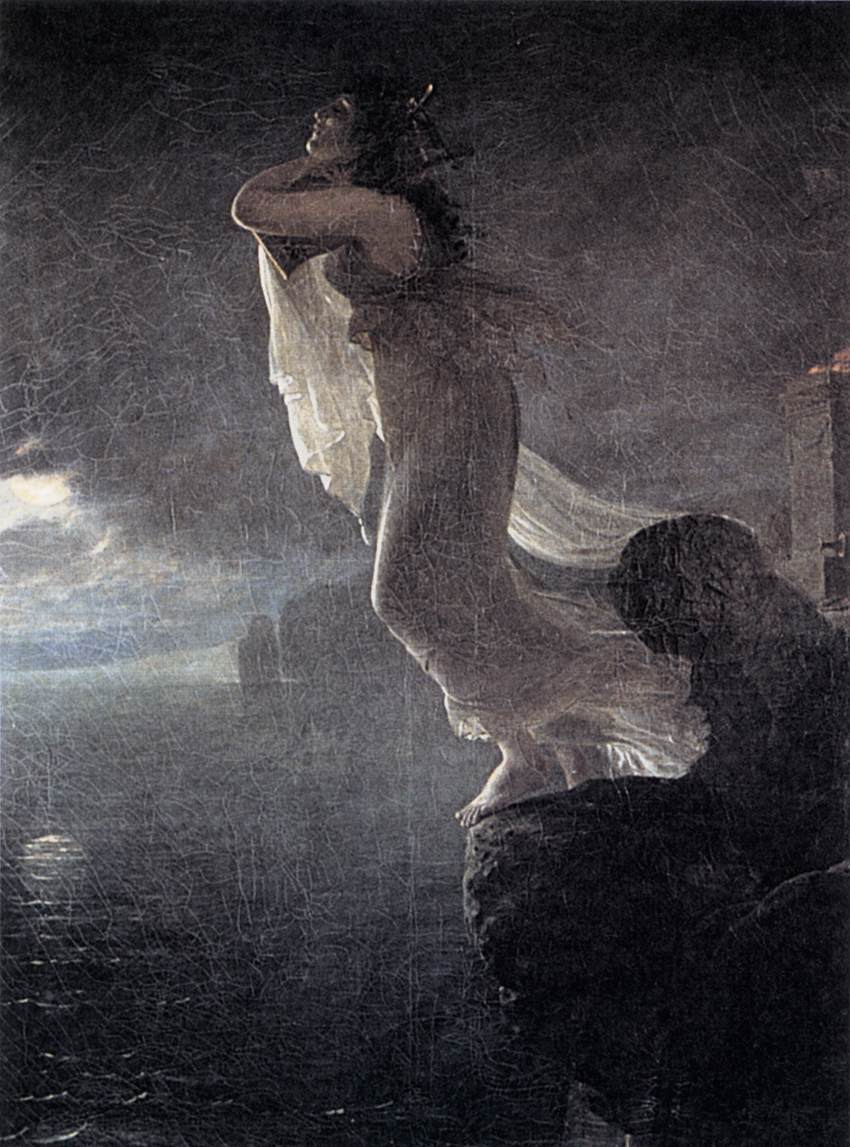
Safo en Léucade, 1801, 122 × 100 cm, Museo Baron Gérard, Bayeux.
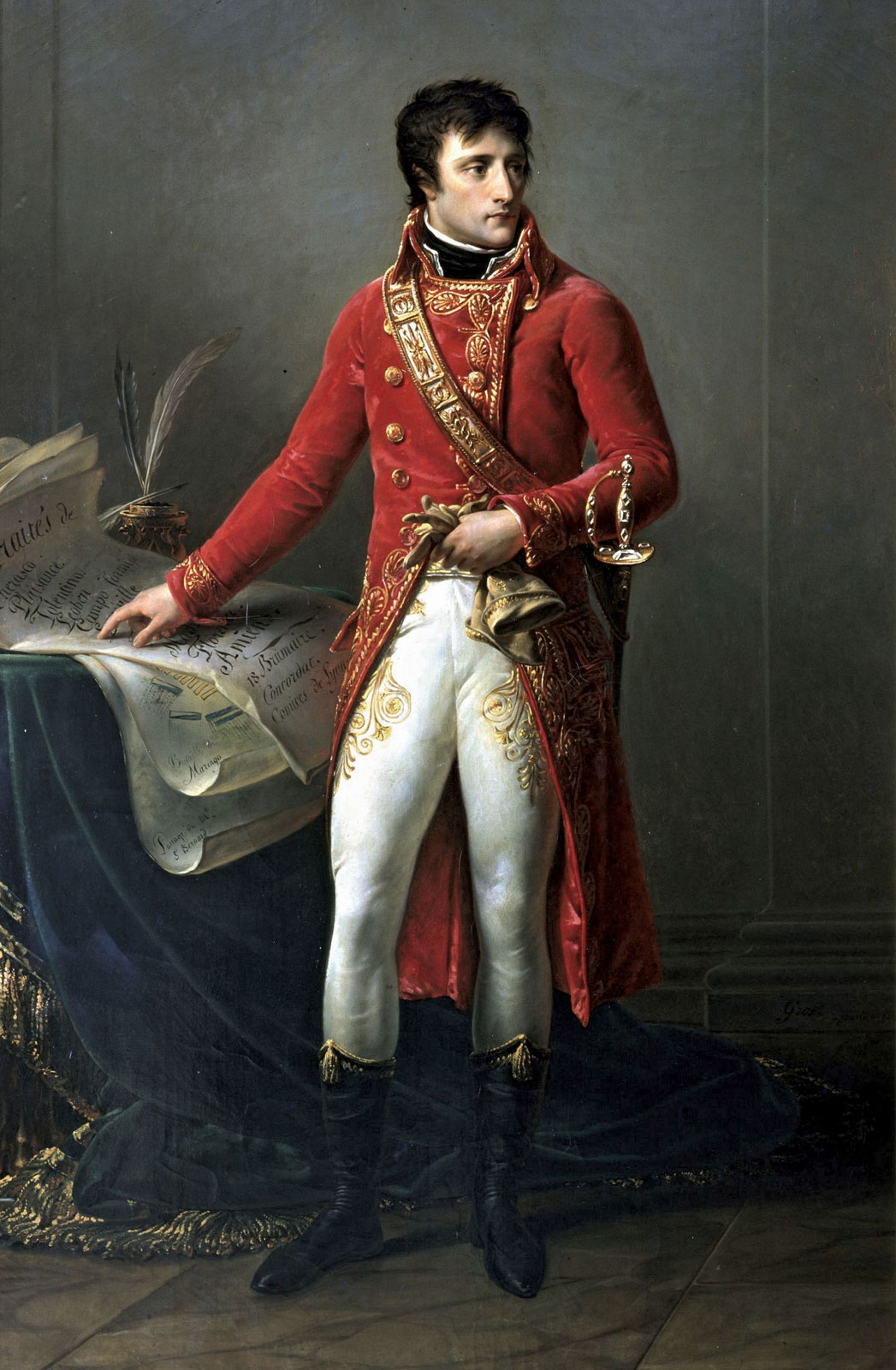
El primer cónsul Bonaparte, 1802, 205 × 127 cm, Museo de la Legión de Honor, París.
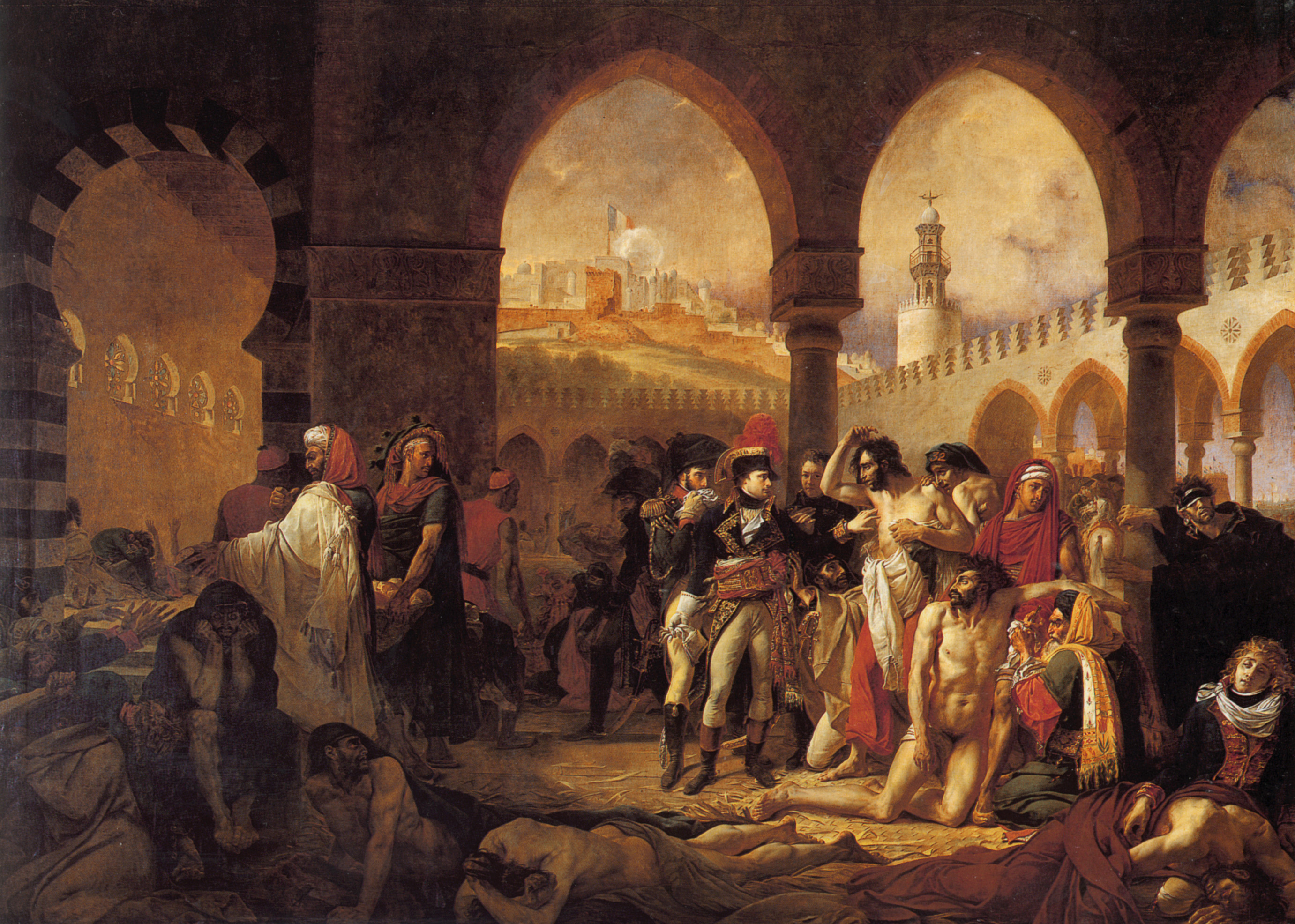
Bonaparte visitando a los apestados de Jaffa, 1804, 715 × 523 cm, Museo del Louvre.
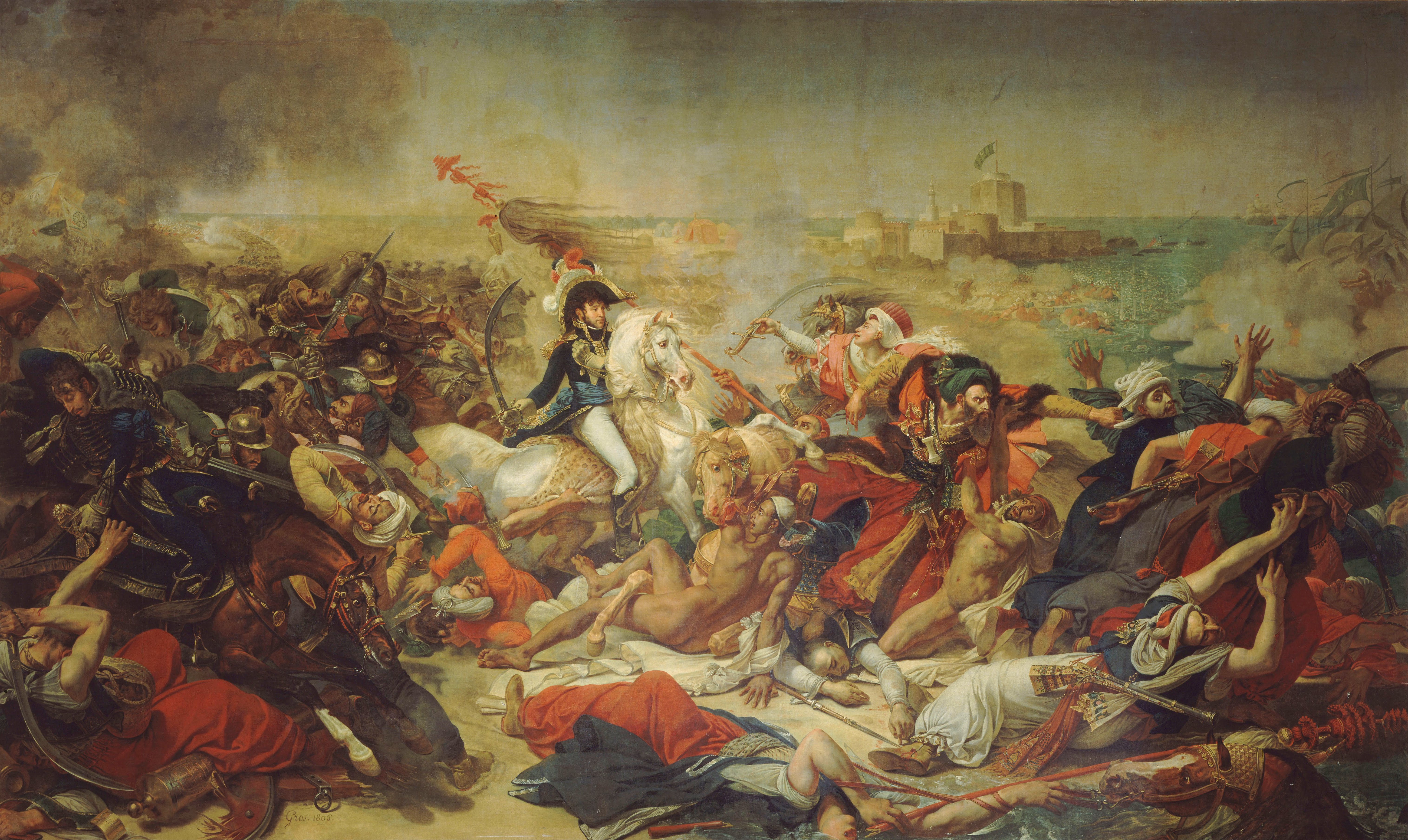
La batalla de Abukir, 25 de julio de 1799, 1806, 578 × 968 cm, Palacio de Versalles.
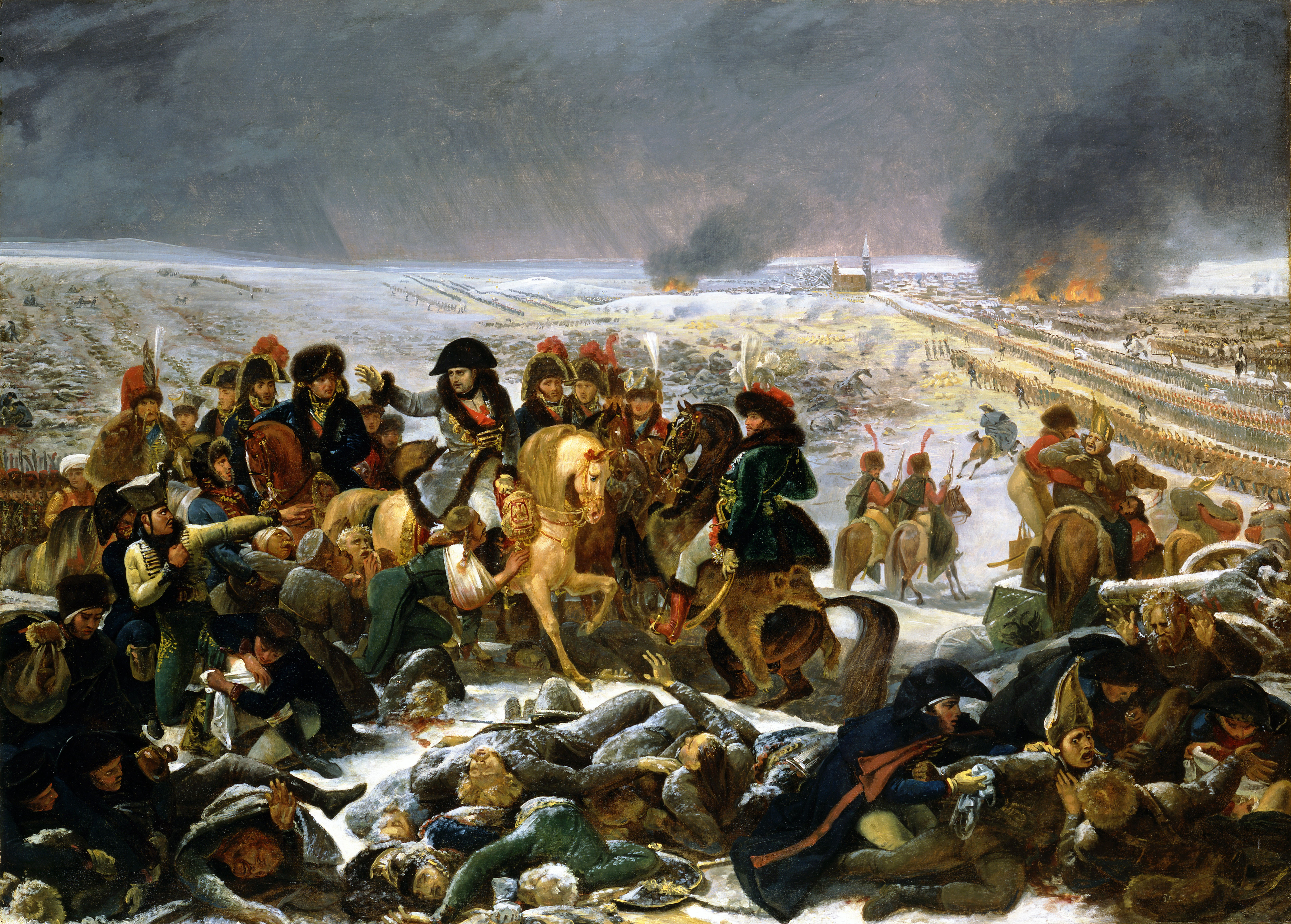
La batalla de Eylau, 9 de febrero de 1807, 1807, 104.9 × 145.1 cm, Louvre.
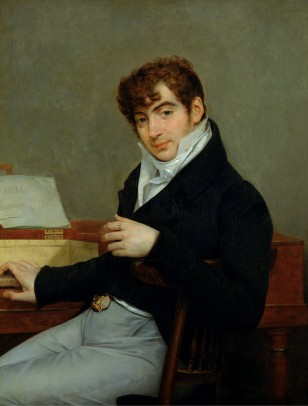
El compositor Pierre Zimmermann, 1808, 118.5 × 91 cm, Palacio de Versalles.
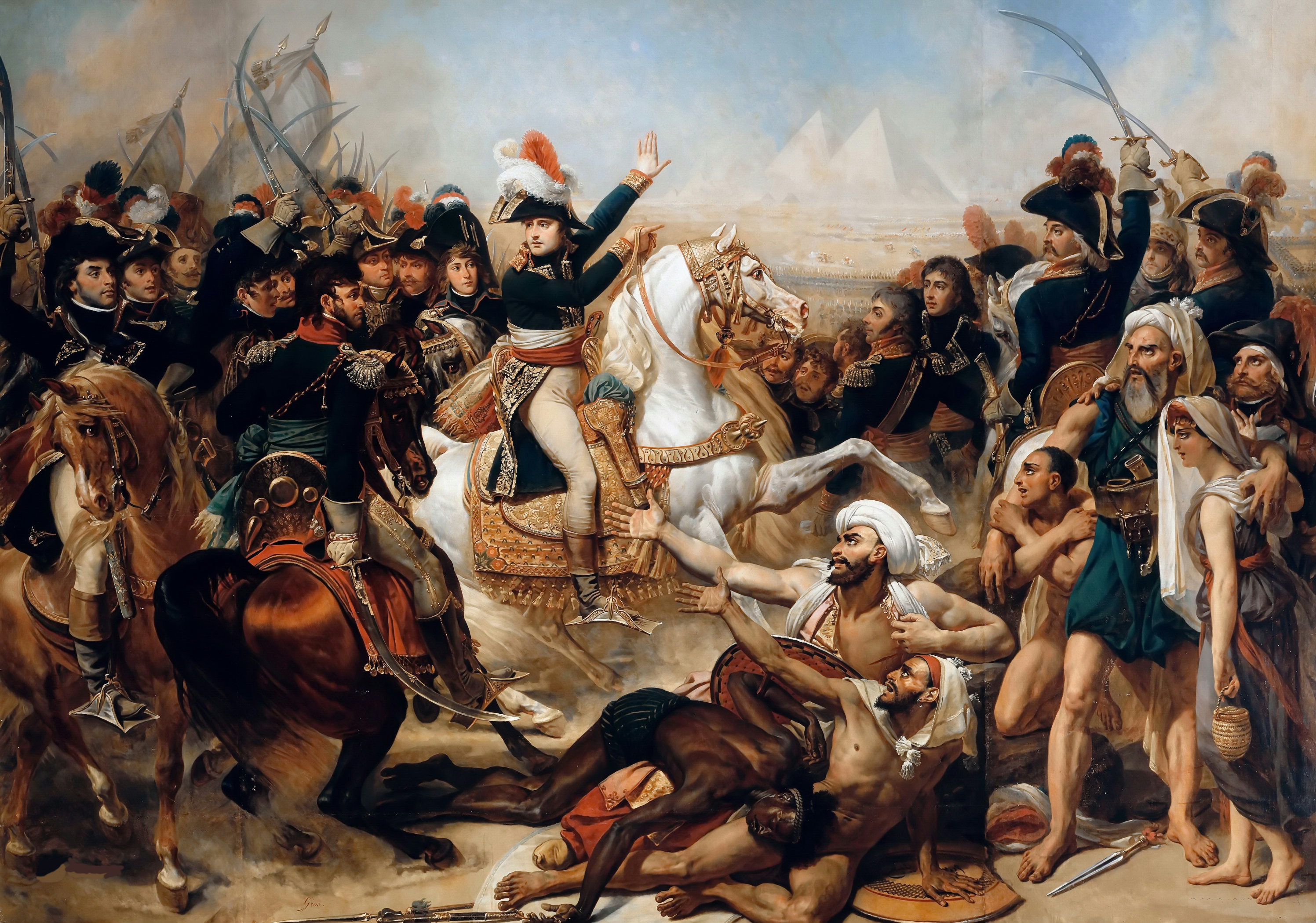
La batalla de las Pirámides, 1810, 389 × 311 cm, Palacio de Versalles.
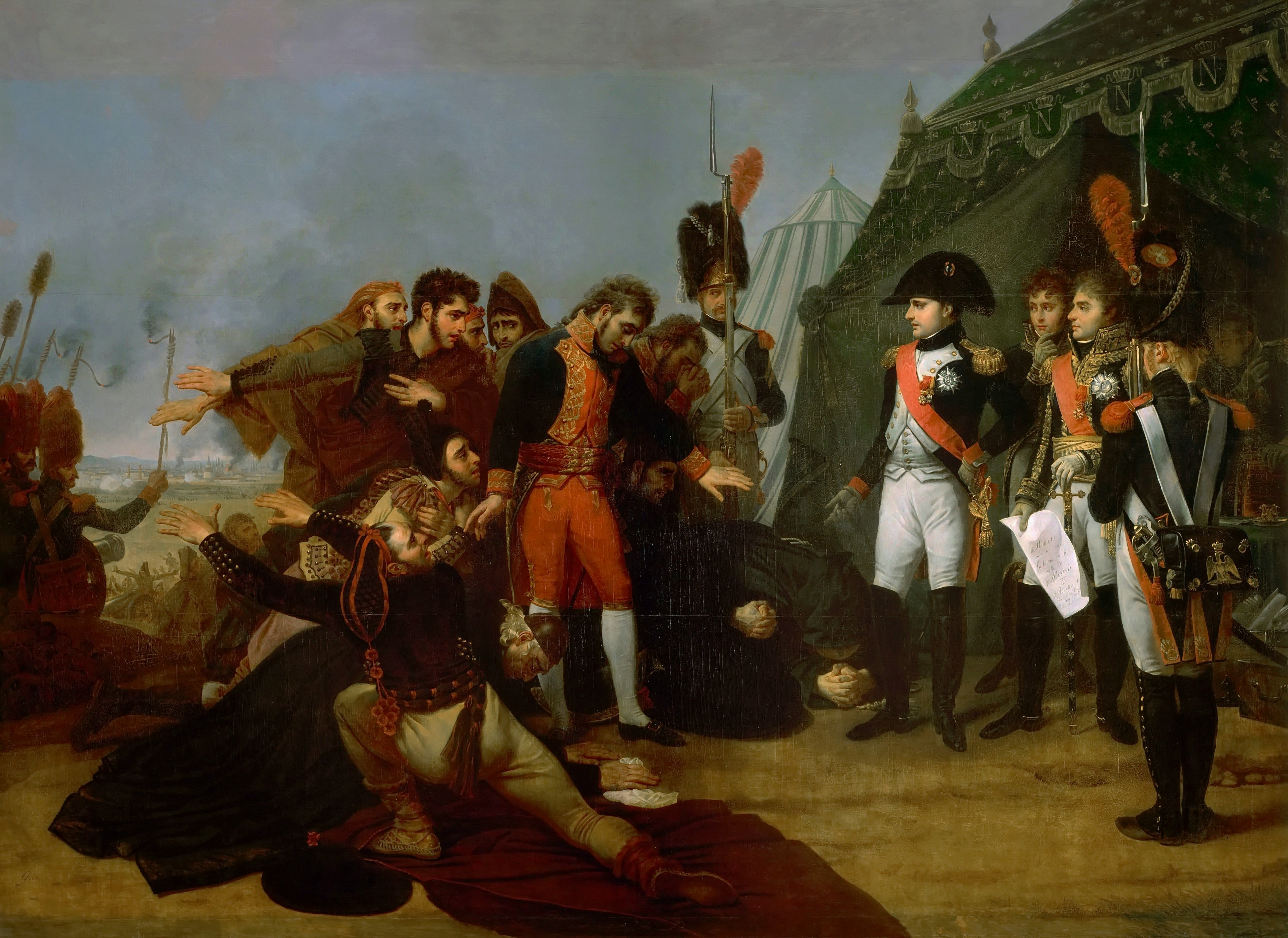
Napoleón acepta la capitulación de Madrid, 4 de diciembre de 1808, 1810, 361 × 500 cm, Museo de Historia francesa.
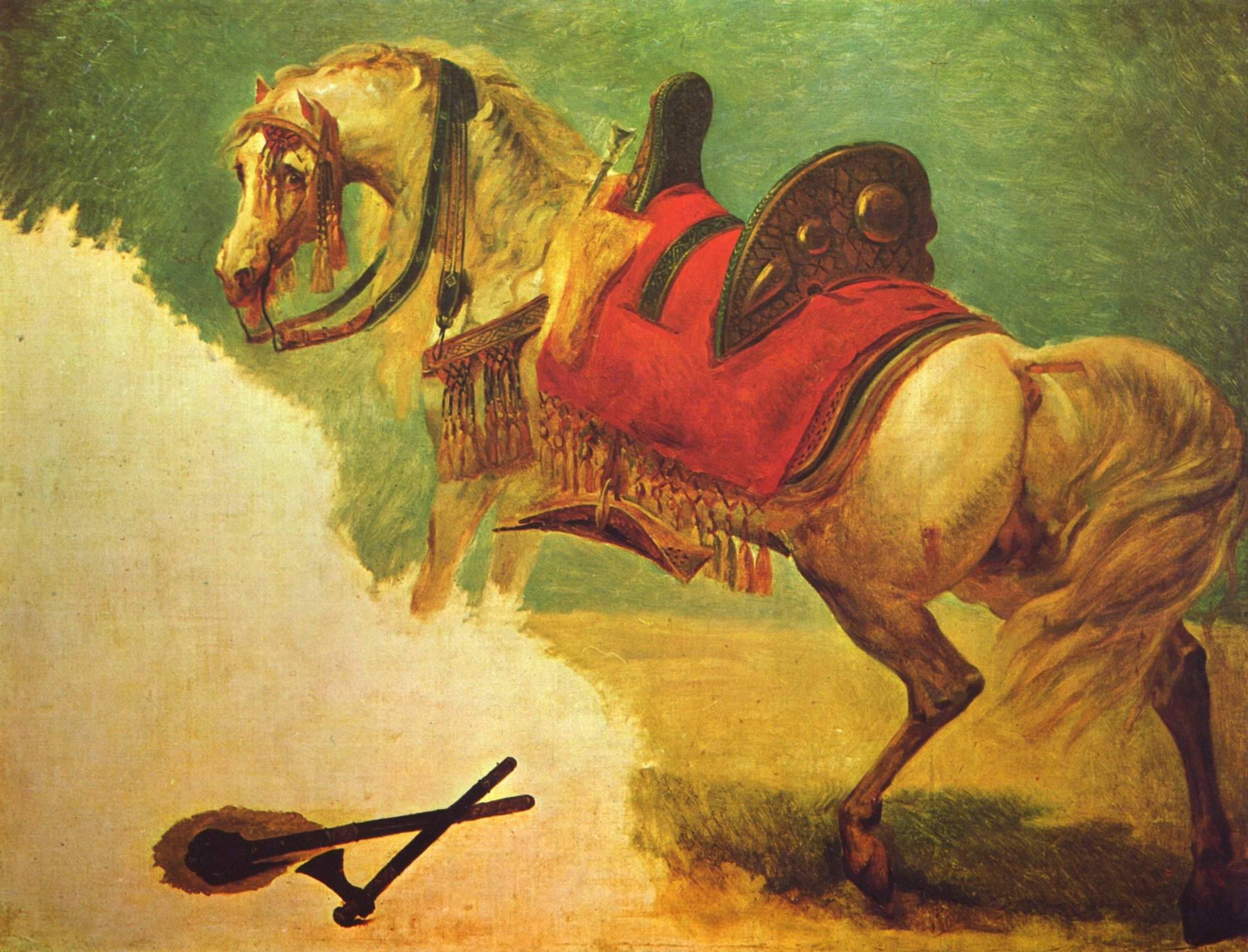
El caballo de Mustafá Pasha, ca. 1810, 89 × 175 cm, Museo de Bellas Artes y de Arqueología de Besanzón
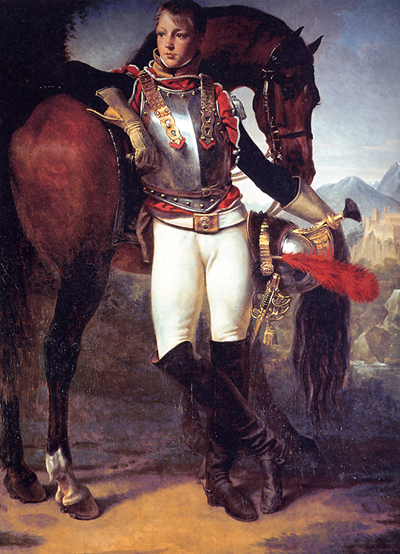
Retrato del subteniente Charles Legrand, ca. 1810.
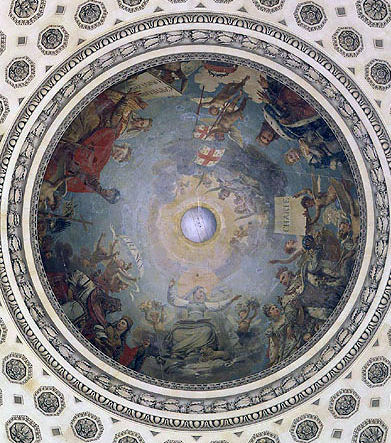
La apoteosis de Santa Genoveva, 1811-1824, Panteón de París
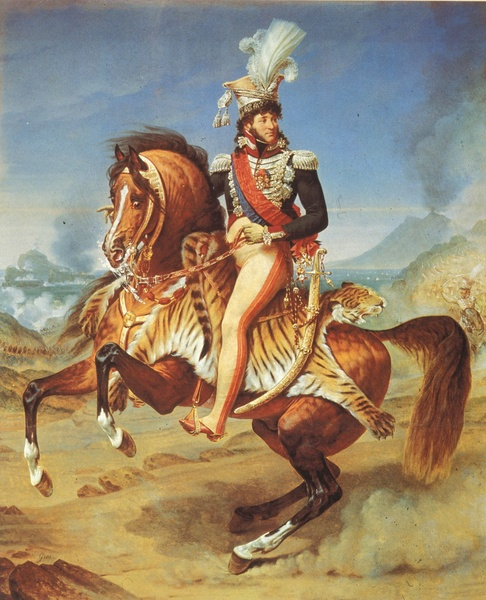
Retrato ecuestre de Joaquín Murat, 1812, 89 × 175 cm, Museo de Bellas Artes y de Arqueología de Besanzón
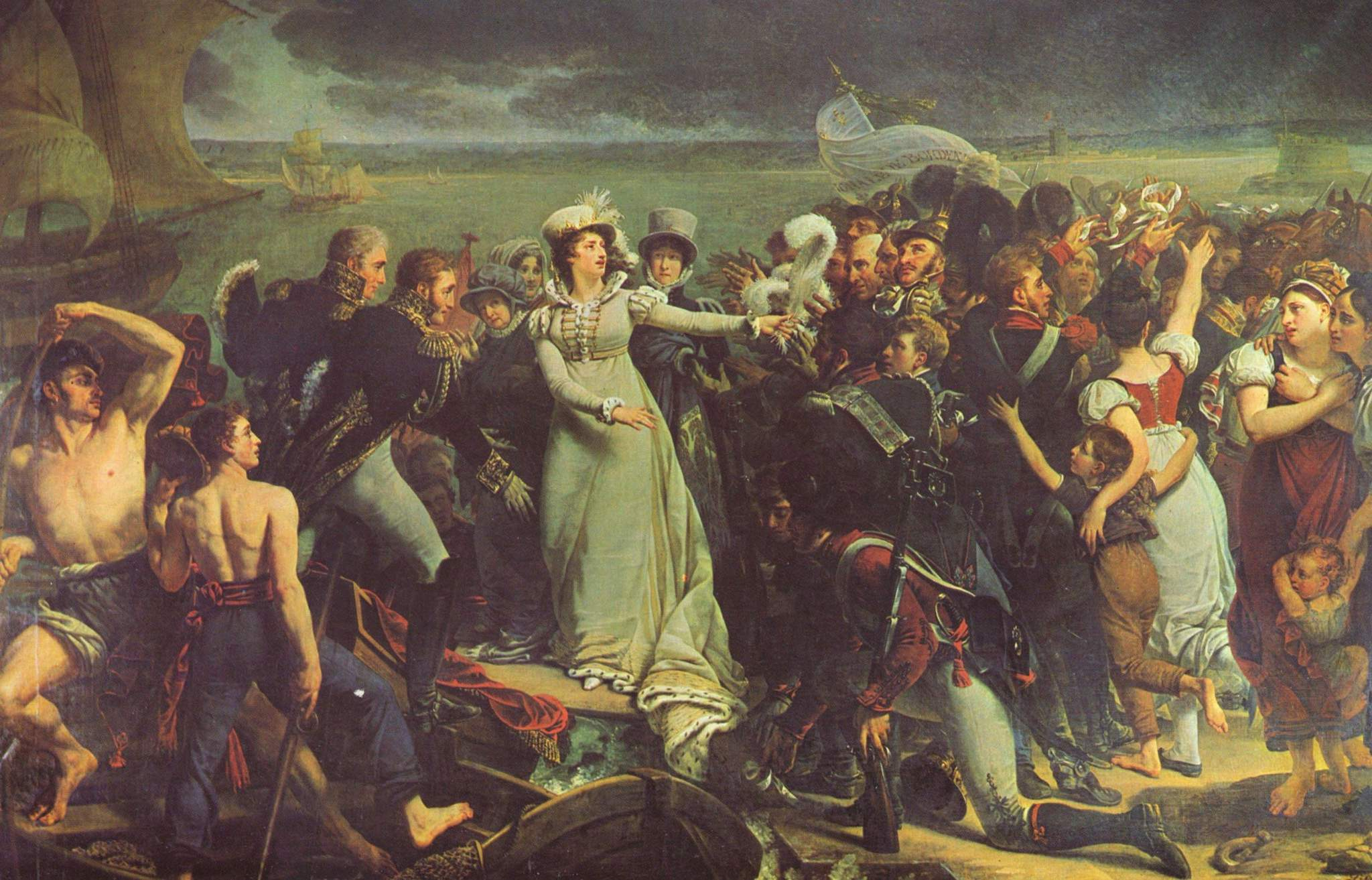
Embarque de Madame d'Angoulême, 1819, 326 × 504 cm, Museo de Bellas Artes de Burdeos
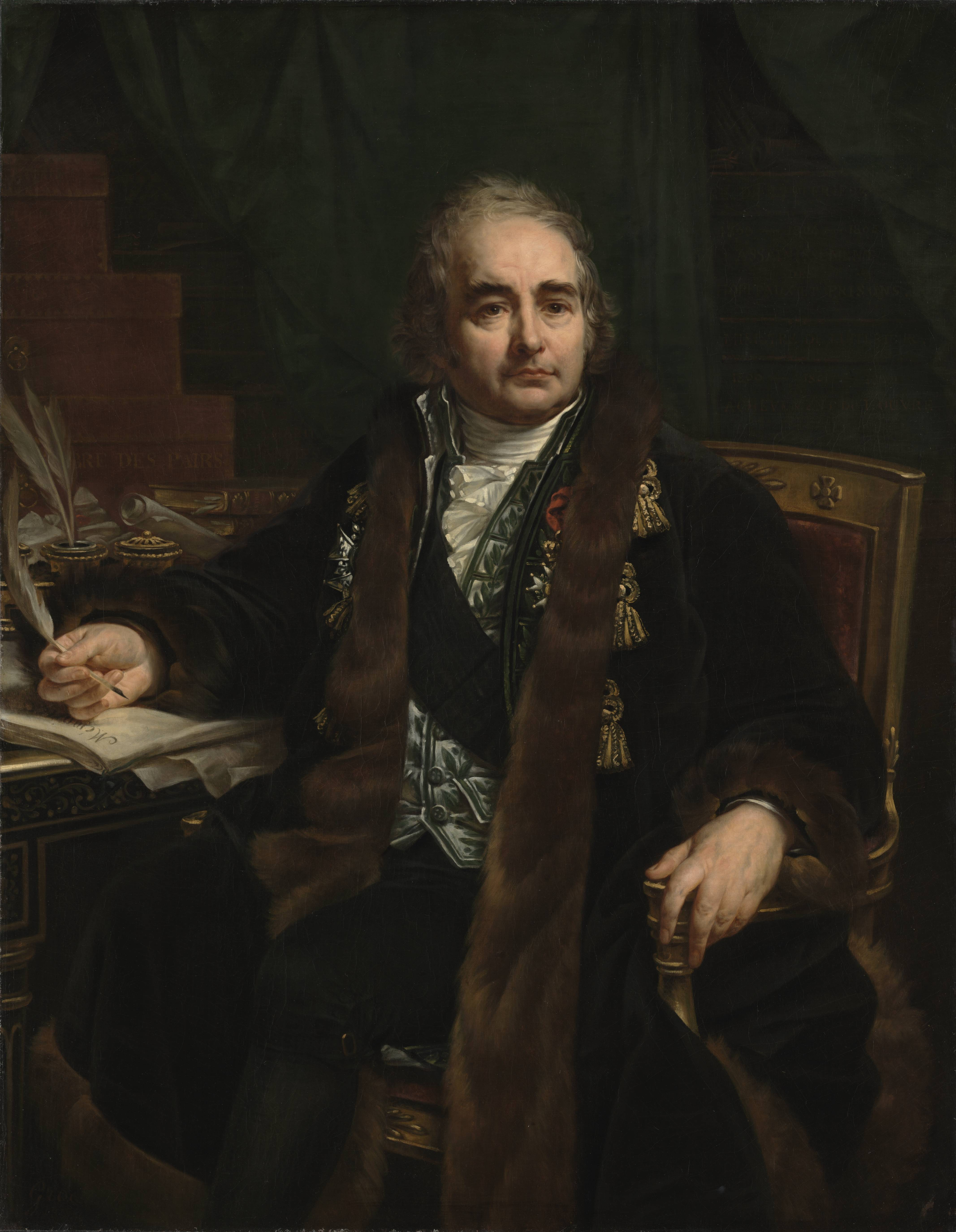
El conde Jean-Antoine Chaptal, 1824, Museo de Bellas Artes de Burdeos.

## Distinciones
- Miembro del Instituto.
- Miembro de la Academia de Bellas Artes.

## Condecoraciones
- Caballero de la Orden de San Miguel .
- Oficial de la Legión de Honor.